# Giorgi Šelija
Giorgi Levanovič Šelija (in russo Гиорги Леванович Шелия?; Mosca, 11 dicembre 1988) è un calciatore russo di origini georgiane, portiere dell'Achmat Groznyj.

## Carriera
Ha giocato nella prima divisione russa.

## Palmarès

### Club

#### Competizioni nazionali
- Pervenstvo Futbol'noj Nacional'noj Ligi: 1

Tambov: 2018-2019